# CF Talavera de la Reina
CF Talavera de la Reina is een Spaanse voetbalclub uit Talavera de la Reina. De club is in 2011 opgericht als fusie tussen Real Talavera CD en CD San Prudencio, de voortzetting van de in 2010 opgeheven voetbalclub Talavera CF. De club speelt in het in 1948 gebouwde stadion Municipal el Prado. De club speelt sinds seizoen 2017-2018 in de Segunda División B, het derde niveau van Spanje.
Tijdens het overgangsjaar 2020-2021 van de Segunda División B zou de ploeg een plaatsje kunnen afdwingen in de nieuw opgerichte Primera División RFEF.  Tijdens het seizoen 2021-2022 kon met een zestiende plaats in de eindrangschikking het behoud niet afgedwongen worden.  Zo speelt de ploeg vanaf seizoen 2022-2023 op het vierde niveau van het Spaans voetbal, de Segunda División RFEF.

## Overzicht
| Seizoen | Competitie            | Positie           | Resultaat | Beker deelname |
| ------- | --------------------- | ----------------- | --- | -------------- |
| 2011/12 | 1° Autonómica         | 2de plaats        | Promotie |                |
| 2012/13 | Tercera División      | 4de plaats        | Playoff, behoud |                |
| 2013/14 | Tercera División      | 5de plaats        | Behoud |                |
| 2014/15 | Tercera División      | Kampioen          | Eindronde en promotie                                                                                               |                |
| 2015/16 | Segunda División B    | 18de plaats       | Degradatie | 2de Ronde      |
| 2016/17 | Tercera División      | Kampioen          | Eindronde en promotie                                                                                               |                |
| 2017/18 | Segunda División B    | 7de plaats        | Behoud | 3de Ronde      |
| 2018/19 | Segunda División B    | 9de plaats        | Behoud | 2de Ronde      |
| 2019/20 | Segunda División B    | 17de plaats       | Behoud wegens geen degradatie door Coronapandemie                                                                   |                |
| 2020/21 | Segunda División B    | 3de en 6de plaats | Naar nieuwe reeks                                                                                                   |                |
| 2021/22 | Primera División RFEF | 16de plaats       | Degradatie, maar blijft in de reeks aangezien CF Internacional de Madrid door financiële problemen stopt te bestaan |                |
| 2022/23 | Primera Federación    | 20e plaats        | Degradatie |                |
| 2023/24 | Segunda Federación    | 9de plaats        | Behoud | 1e Ronde       |
| 2024/25 | Segunda Federación    | 3de plaats        | Eindronde en promotie                                                                                               |                |